# Faiditus maculosus
Faiditus maculosus är en spindelart som först beskrevs av O. Pickard-Cambridge 1898.  Faiditus maculosus ingår i släktet Faiditus och familjen klotspindlar. Inga underarter finns listade i Catalogue of Life.